# Dorfkirche Ostre Bardo
Die Dorfkirche in Ostre Bardo (deutscher Name Wusterbarth, Kreis Belgard) ist eine geradezu typische pommersche Fachwerkkirche in Polen und stammt aus dem 17. Jahrhundert.

## Geografische Lage
Ostre Bardo liegt an der Woiwodschaftsstraße Nr. 163, die von Białogard (Belgard) (20 km) nach Połczyn-Zdrój (Bad Polzin) (9 km) führt. Der Ort gehört zur Gmina Połczyn-Zdrój und liegt im Kreis Świdwin (Schivelbein) in der polnischen Woiwodschaft Westpommern. Bis 1945 gehörte Wusterbarth zum Landkreis Belgard (Persante) im Regierungsbezirk Köslin der preußischen Provinz Pommern. Die östliche Gemarkungsgrenze wurde und wird jetzt von dem kleinen Fluss Dębnica (Damitz) gebildet, der wenige Kilometer weiter nördlich in die Parsęta (Persante) mündet.

## Baubeschreibung
Die Dorfkirche Ostre Bardo wurde im Jahre 1693 von Balzer von Wolde und seiner Gemahlin Juliane von Glasenapp gestiftet. Der heutige massive Turm stammt aus der Zeit um 1880 und wurde anstelle des 1869 wegen Baufälligkeit abgerissenen Vorgängerbaus errichtet.
Das Fachwerkkirchengebäude besticht weniger durch sein Äußeres als vielmehr durch seine respektable Innenausstattung mit reichlich figürlichem Schnitzwerk.

## Innenausstattung
Die Stifter der Inneneinrichtungen sind dieselben wie die der Kirche. Ihre Namen und Wappen befinden sich am Altar, dessen Mittelbild eine Darstellung Jesus in Getsemani bildet. Zwar ist das ursprüngliche Bild verloren gegangen, doch wurde an seine Stelle im Jahre 1932 eine gute Ölmalerei mit dem Getsemanikampf von Schubert in Greifswald gesetzt. Das Bild wird seitwärts durch Säulen mit manueristischen Gestalten als Vertreter des Alten und des Neuen Testaments eingerahmt.
Im Obergeschoss des Altars ruhen auf Segmentbögen zwei Gestalten, in ihrer Mitte Christus am Kreuz. Die Altarschranken sind mit quellendem Akanthus gefüllt.
Die Bewegung des Barockaltars wird von den Emporen aufgenommen, die nach evangelischer Sitte um den Altar herumgeführte sind. Beeindruckend sind die geschnitzten Rahmen unter der Decke und besonders die dem Altar stilistisch verwandte Kanzel.

## Kirchspiel

### Kirchengemeinde
Die Wusterbarther Kirche war bis 1945 ein evangelisches Gotteshaus. Als Folge des Zweiten Weltkriegs wurde die Kirche nach 1945 zugunsten der Katholischen Kirche in Polen enteignet, die sie bis heute als Gottesdienststätte nutzt.
Vor dem Zweiten Weltkrieg war Wusterbarth mit den Vorwerken Bukow, Zabelhof sowie Nemrin und Heide eine selbständige Kirchengemeinde innerhalb der Kirchenprovinz Pommern der evangelischen Kirche der Altpreußischen Union. Mit der Filialgemeinde Quisbernow bildete sie das Kirchspiel Wusterbarth, von dessen Pfarramt ab 1. November 1939 die zusätzliche Tochtergemeinde Buslar mit versorgt wurde.
Das Kirchspiel Wusterbarth war eines von 16 Kirchspielen im Kirchenkreis Belgard. Es zählte im Jahre 1940 insgesamt 920 Gemeindeglieder, von denen 650 in der Kirchengemeinde Wusterbarth wohnten. Das Kirchenpatronat hatten bis 1945 die Rittergutsbesitzer von Wolden (Rauden) und von Knobelsdorff-Brenkenhoff (Berlin) inne.
Die evangelischen Kirchenmitglieder in Wusterbarth gehören seit 1945 zum Kirchspiel Koszalin (Köslin) in der Diözese Pommern-Großpolen der polnischen Evangelisch-Augsburgischen Kirche.

### Pfarrer bis 1945
1. NN. Simon (Beiname: Krummloch)
2. Martin Rambow (1564)
3. Michael Ristow
4. Jakob Droyse
5. Martin Wend, 1602–1628
6. Lukas Hohenhausen, 1629–?
7. Johann Drave, 1680–1732
8. Michael Lange, 1732–1741
9. Joachim Christoph Saltzsieder, 1741–1784
10. Friedrich Wilhelm Engelhard Listich, 1785–1838
11. Johann Gottfried Gotthilf Noack, 1838–1854
12. Adolf Ferdinand Tischer, 1855–1868
13. Franz Hermann Trittelvitz, 1869–1882
14. Maximilian Adolf Tischer (Sohn von 12.), 1882–1896
15. Gerhard Seeliger, 1898–1913
16. Georg Zinzow, 1913–1930
17. Arno Kopisch, 1939–1945